# Dirección de la Sociedad Minera y Metalúrgica de Peñarroya
La Dirección de la Sociedad Minera y Metalúrgica de Peñarroya es un edificio de carácter histórico situado en el municipio español de Peñarroya-Pueblonuevo, en la provincia de Córdoba. Concebido originalmente para acoger las oficinas administrativas y la dirección de la empresa francesa Sociedad Minera y Metalúrgica de Peñarroya (SMMP), en la actualidad acoge el geriátrico «Virgen del Rosario». 
El edificio ostenta actualmente la categoría de Bien de Interés Cultural (BIC).

## Contexto histórico
Desde mediados del siglo XIX, a partir del inicio de las explotaciones de la mina El Terrible y otros yacimientos de la cuenca carbonífera de Peñarroya-Belmez-Espiel, las sociedades propietarias —la Compañía de los Santos primero y la Sociedad Hullera y Metalúrgica de Belmez después— fueron levantando en sus inmediaciones algunos edificios para albergar los distintos servicios técnicos y administrativos necesarios para el control de las explotaciones. Siguiendo la costumbre de la época, según la cual los responsables técnicos y administrativos de las explotaciones debían vivir junto a ellas, también se intercalan algunas viviendas para dichos responsables que, más tarde, al levantarse el barrio francés como espacio exclusivamente residencial, pasaron a alojar servicios administrativos, almacenes e incluso un pequeño hospital.

## Descripción
Se trata de un edificio administrativo de planta rectangular y patio interior que, en cierta manera, afecta el trazado clásico del palacio renacentista español. El edificio presenta su acceso en la fachada principal situada frente a la Plaza de la Dirección y posee dos alturas más buhardillas. La fachada principal es coincidente con el lado mayor del rectángulo y al igual que en muchos de los edificios de este tipo se realza esta fachada con la prolongación de los dos extremos laterales respecto a la línea de cerramiento. Debido a su gran tamaño, y marcando la simetría del edificio, la construcción presenta dos accesos en los extremos laterales y dos accesos enfrentados en la fachada posterior.
Su distribución se realiza situando todas las estancias en torno a un pasillo perimetral que recorre todo el edificio. En los cuerpos correspondientes a la fachada principal y posterior, el pasillo se posiciona hacia patio siendo estos cuerpos edificados de menor tamaño. En los otros dos perpendiculares, el pasillo se posiciona centrado distribuyendo estancias a ambos lados. Dentro de los cuatro cuerpos que forman la edificación, la fachada principal constituye la singularidad, siendo los dos perpendiculares a ella, de similares características y diferenciándose por tanto, el último posterior de menor envergadura. Esta singularidad de la fachada principal consiste en la prolongación de los extremos y por la existencia de dos cuerpos adosados interiormente al pasillo situados en patio que constituyen los dos núcleos de comunicación vertical conteniendo en ellos las dos escaleras principales del edificio. En el cuerpo posterior se sitúan otras dos escaleras situadas próximas a las esquinas.
El edificio fue diseñado en un estudio parisino hacia el final de la Primera Guerra Mundial (1917) y, dada la importancia que habría de tener dentro de organización de la Sociedad Minera y Metalúrgica de Peñarroya (SMMP), se proyectó un edificio majestuoso a la vez que práctico y dotado de los mayores adelantos técnicos. De estos, uno consistía en un primitivo sistema de climatización que sin embargo, en su momento, era todo un refinamiento poco habitual para la época.
Para conseguir esta climatización junto a los cimientos del edificio corren unas galerías de altura decreciente por las que se forzaba un corriente de aire. Debido al mal estado actual de dichas galerías y a no haber tenido acceso a ellas no se puede decir si, además de la ventilación, tenían algún otro posible uso. Si es cierto que el primer tramo que se extiende bajo la fachada norte tiene una altura que permite caminar erguido a lo largo de él, mientras que el segundo tramo, bajo la fachada este ya presenta una mayor altura. Posiblemente los dos últimos tramos no permitan fácilmente el acceso. A lo largo de todas estas galerías se abrían chimeneas que conducían el aire a las estancias superiores donde salía a través de unas rejillas que se podían regular subiendo o bajando una compuerta metálica. Para alimentar este sistema al comienzo de las galerías había una sala de máquinas donde, en invierno, se encendía una caldera de gran potencia que absorbía aire de un tragante situado en el patio interior, lo calentaba y lo enviaba mediante unas turbinas a lo largo de toda la red de galerías y chimeneas los humos de la combustión eran expulsados por un pozo de ventilación que se abría en la explanada que se extiende al oeste del edificio, a la suficiente distancia como para poder forzar el tiro de aire con facilidad. Durante el verano lo que se hacía era forzar a esta columna de aire a pasar a través de un tramo de duchas y aspersores que humidificaban y refrescaban el aire.
Pese a estos adelantos, parece ser que el sistema no llegó a ser nunca muy eficaz, al menos en invierno, cuando la caldera no proporcionaba calefacción suficiente para calentar todo el edificio (bien por falta de potencia o bien por no hacérsela funcionar a toda su capacidad). Dada la simplicidad del sistema también es muy posible que las zonas más próximas a la caldera recibieran mucha más calefacción que aquellas estancias próximas ya al final del sistema. Sin embargo, parece que para mitigar el calor durante los meses de verano el sistema era bastante eficaz, ya que incluso cuando este estaba en desuso se conseguía una rebaja significativa de la temperatura interior.